# Herb powiatu stargardzkiego
Herb powiatu stargardzkiego – jeden z symboli powiatu stargardzkiego, ustanowiony 23 lutego 2003, ze zmianą 27 maja 2015.

## Wygląd i symbolika
Herb przedstawia na tarczy w polu srebrnym czerwonego wspiętego gryfa pomorskiego ze złotym dziobem i złotymi pazurami, na błękitnej rybie (szczupaku). Czerwony gryf w srebrnym (białym) polu był od średniowiecza (XII wieku) znakiem księstwa szczecińskiego, a od XVI wieku po wprowadzeniu przez Bogusława X wielkiego 9-polowego  herbu Pomorza symbolem całej zjednoczonej ziemi pomorskiej. Błękitna ryba (szczupak) nawiązuje natomiast do licznych jezior rozmieszczonych wokół Ińska, Węgorzyna, Chociwla oraz samego Stargardu. Ryby występują dość powszechnie w heraldyce pomorskiej (najczęściej srebrne lub błękitne) określając zazwyczaj cechy charakterystyczne danych ziemi (jeziora, rzeki), bądź zajęcia ludności np. rybołówstwo.

## Historia
Przed 1945 terytorium obecnego powiatu stargardzkiego pokrywało się w zasadzie z powiatem Saatzig (szadzkim). W 1928 roku otrzymał on herb według projektu radcy Rosenbauma i Ehrenbuscha z Greifswaldu, o dość skomplikowanym układzie, będącym rezultatem kompilacji herbów miast powiatu. W górnym prawym polu herb przedstawiał on trzy chabry, w polu poniżej herb Chociwla. Lewe górne pole zajmował czerwony orzeł brandenburski z herbu Ińska, poniżej niego w polu środkowym widniał herb Suchania, a pole dolne zajmował herb Dobrzan. Na całość położono tarczę sercową z herbem stołecznego Stargardu.